# Les Mousquetaires de la mer
Pour plus de détails, voir Fiche technique et Distribution.
Les Mousquetaires de la mer (Cuori sul mare) est un film italo-français réalisé par Giorgio Bianchi, sorti en 1950.

## Synopsis
Trois élèves de l’Académie navale font face à plusieurs défis au début de leur carrière nautique, entre des histoires d'amours impossibles, la peur de l’eau et la course à la promotion.

## Fiche technique
- Titre original : Cuori sul mare
- Titre français : Les Mousquetaires de la mer
- Réalisation : Giorgio Bianchi
- Scénario : Siro Angeli, Oreste Biancoli, Golfiero Colonna, Nicola Manzari et Nicola Morabito
- Photographie : Mario Craveri
- Musique : Enzo Masetti
- Pays d'origine : Italie - France
- Format : Noir et blanc - 1,37:1 - Mono
- Genre : aventure
- Durée : 95 minutes
- Date de sortie : 1950
- Affiche : Jean Mascii (France)

## Distribution
- Doris Dowling : Doris
- Jacques Sernas : Paolo Silvestri
- Milly Vitale : Fioretta
- Charles Vanel : Nostromo Norus
- Marcello Mastroianni : Massimo Falchetti
- Sophia Loren
- Enzo Biliotti